# Cetatea dacică de la Clopotiva
Este o fortificație dacică situată pe teritoriul României, în satul Clopotiva, pe Vârful Pietrei. 